# Lachtan jihoafrický
Lachtan jihoafrický (Arctocephalus pusillus) je šelma z čeledi lachtanovití.

## Popis
Samec je velký 180–230 cm, samice 140–180 cm, dospělý jedinec samec váží okolo 200–350 kg, samice 60–120 kg.

## Způsob života
Doba páření připadá na listopad a prosinec. Rodí jedno mládě a samice je březí 51 týdnů. Oplodněné vajíčko se z toho asi 4 měsíce nevyvíjí. Mládě bývá obvykle pouze jedno. Samice ho kojí přibližně rok. Nemůže do vody, protože jeho srst nemá ochranu a utopilo by se. Toto období trvá asi dva měsíce. V době rozmnožování se vyskytují na souši. Když jsou malí lachtani schopní plavat, na souš se vrací zřídka. Na rozdíl od tuleňovitých mají lachtanovití uši a rozdělenou ploutev.
Zadržují v krvi kyslík a dovedou s ním ve vodě šetřit. Dech zadrží i na půl hodiny. Plavou i v hloubce 200 m. Jejich nozdry a boltce se mohou uzavřít. Potopí-li se, tep jim klesne ze 150 na 10 za minutu.
Živí se především lovem mořských ryb a hlavonožců. Průměrná délka života je 15–20 let, v lidské péči až 30 let.
Vyznačují se velkou hravostí. Hrají si např. s kamínky, které vynášejí ze dna, pustí a znovu je chytají. Při obraně mláďat však mohou člověka v přírodě i napadnout.

## Výskyt
Původní výskyt je na jižním pobřeží Afriky, Austrálie, Tasmánie. Velké kolonie nalezneme na pobřeží a na skalnatých ostrůvcích, charakteristický je silný zápach trusu šířící se do okolí. Kolonie čítají i několik tisíc jedinců, kde si samci hájí svůj harém, který čítá několik samic.

## Chov v zoo
Lachtan jihoafrický je v současnosti (2018) chován ve 26 evropských zoo. V rámci Česka je chován pouze v Zoo Praha. V dalších dvou českých zoo jsou chovány jiné druhy lachtanů.

### Chov v Zoo Praha
V Zoo Praha byl jako první ploutvonožec od roku 1932 chován druh lachtan kalifornský, ale od roku 1991 žijí v pražské zoo lachtani jihoafričtí. Nejznámějším jedinec byl lachtan Gaston, který zahynul při povodni v roce 2002. Krátce předtím se mu však narodil syn Meloun, který se později stal pokračovatelem Gastona a novým chovným samcem. V roce 2011 se Melounovi narodil první syn – Bert. V roce 2013 následovala samička Wendy (odjezd do Německa 2016) a o další dva roky později samec Mamut (2017 odjel do německé zoo). V roce 2017 se narodil samec Nelson. V roce 2018 byla chována skupina šesti jedinců: jednoho samce a pěti samic. Do té doby se narodilo 15 mláďat tohoto druhu. Na konci května 2019 se samici Abebě narodilo poslední Melounovo mládě, samec pojmenovaný Eda, který v týdnu života vážil 6,15 kg.   byl pokřtěný za účasti třech významných olympioniků z oblasti vodních sportů: Martina Doktora, Štěpánky Hilgertové a Barbory Seemanové) Lachtan Eda byl na jaře 2025 přesunut do nově založené skupiny v německém Rostocku.
Aktuální (červenec 2025) přehled lachtanů v Zoo Praha:
- Abeba - samice, dcera lachtana Gastona, narozena 2003 v Zoo Praha[13]
- Ronja - samice, narozena v Rostocku v Německu, příjezd do Zoo Praha 2016)[14]
- Daisy - samice, narozena v Jyllands Park Zoo v Dánsku 16. 5. 2015, příjezd do Zoo Praha 2017)[7]
- OSLO - nový chovný samec narozený 2021 v Pairi Daiza, veřejnosti představen 30.června 2025[15]

Dříve chovaní lachtani (výběr):
- Gaston
- Bára (samice, matka Abeby)[16]
- Julinka (samice, matka Melouna)[17]
- Meloun (samec, narozen v Zoo Praha, 13. 6. 2002 - 22. 6. 2022, syn Gastona a Julinky)[6][18]
- Wendy (samice, narozena 2013, odjezd do Německa 2016)[19]
- Mamut (samec, odjezd do Německa 2017)[20]

- Nelson (samec, narozen v Zoo Praha v květnu 2017, syn Melouna a Abeby)[7], odjezd ze Zoo Praha do Safariparku Beekse Bergen 30. 10. 2018) [21][22]

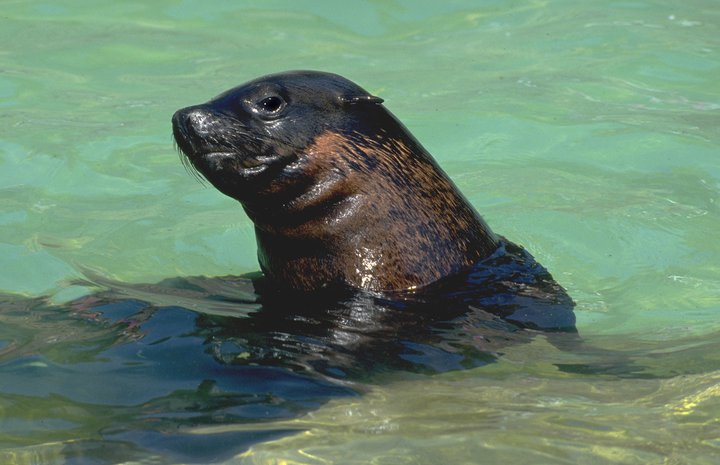
Lachtan Gaston
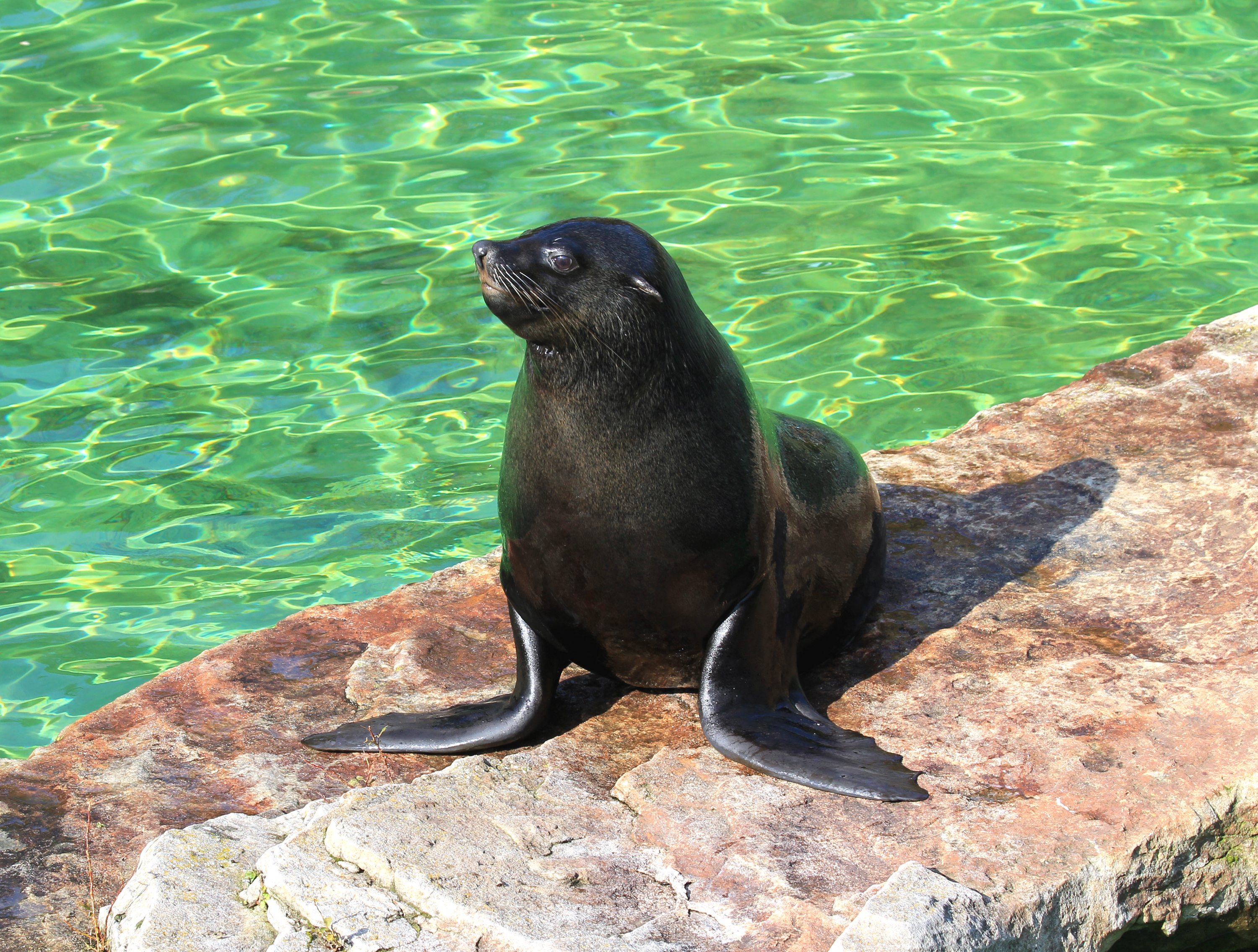
Lachtan jihoafrický, Zoo Praha 2011
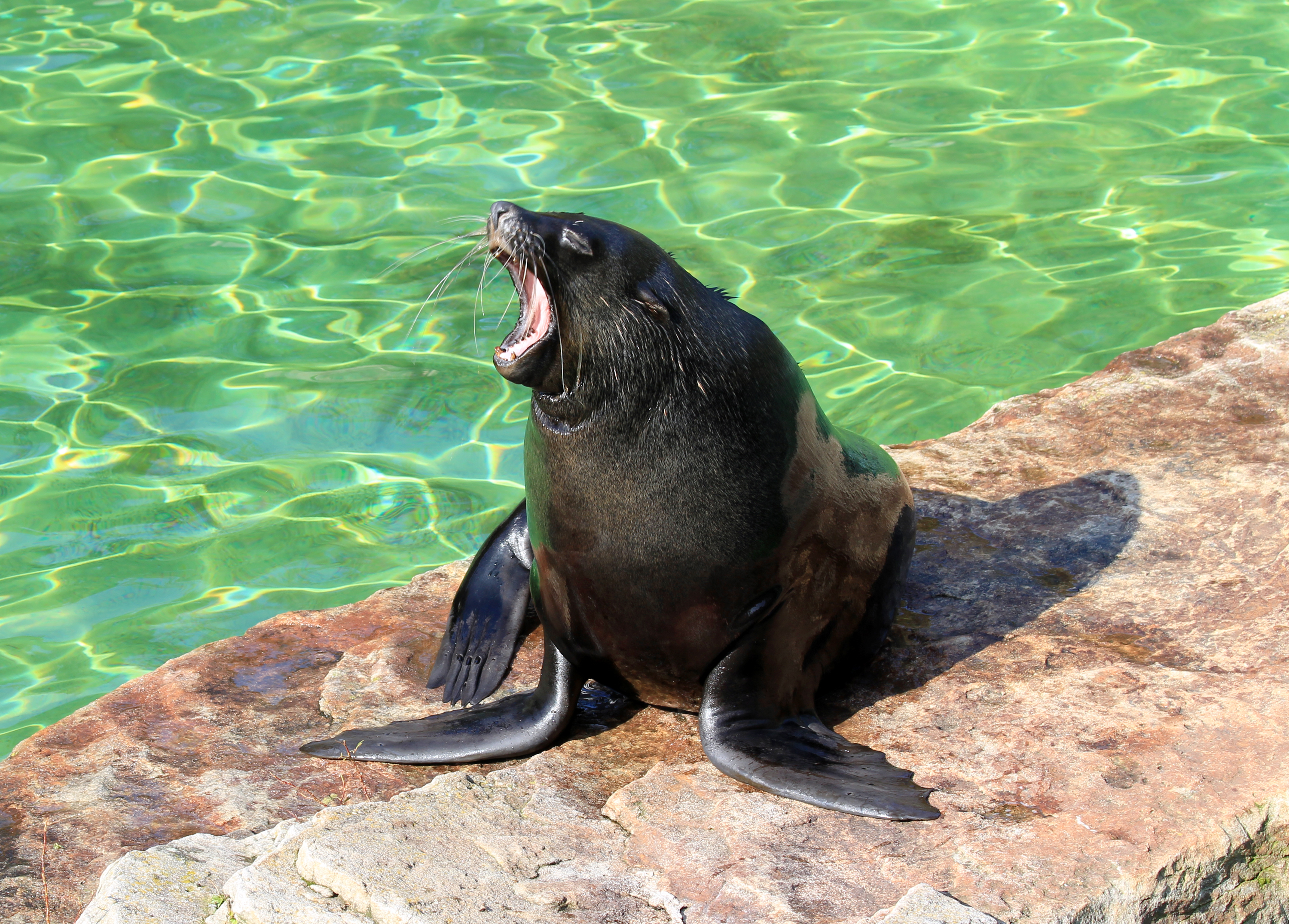
Lachtan jihoafrický, Zoo Praha 2011
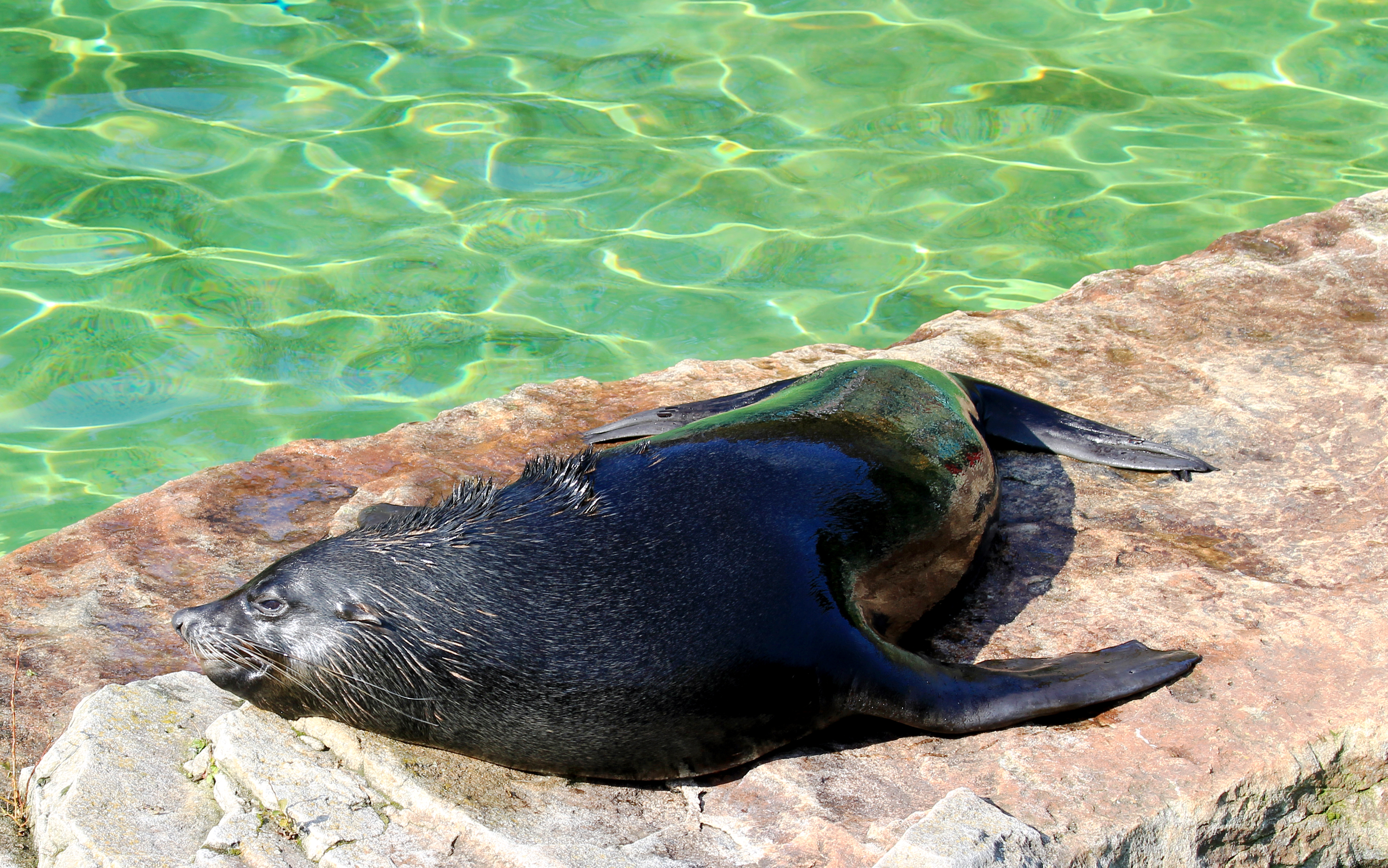
Lachtan jihoafrický, Zoo Praha 2011
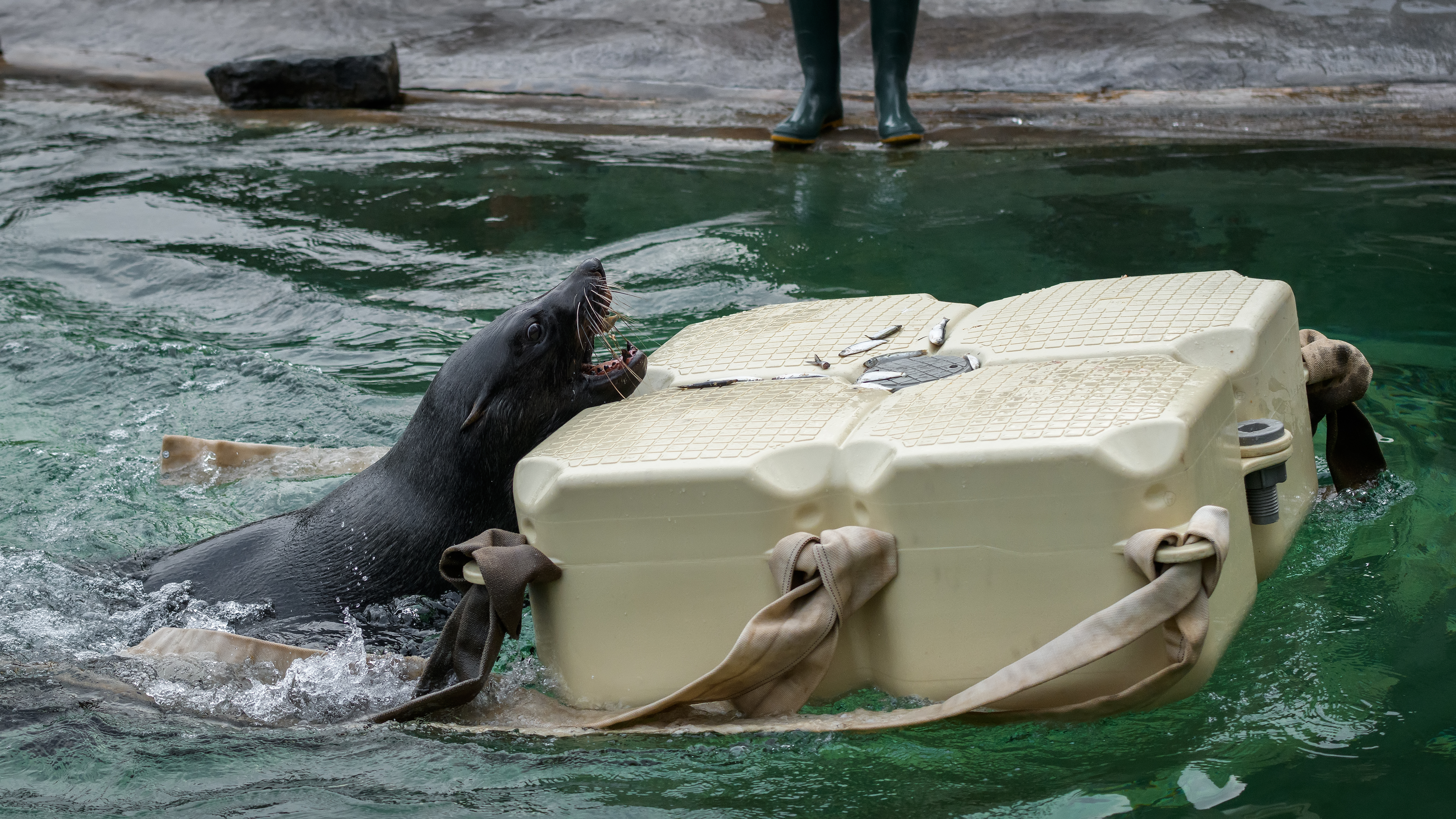
Enrichment 2018/2019: plovoucí molo se zavěšenými hasičskými hadicemi
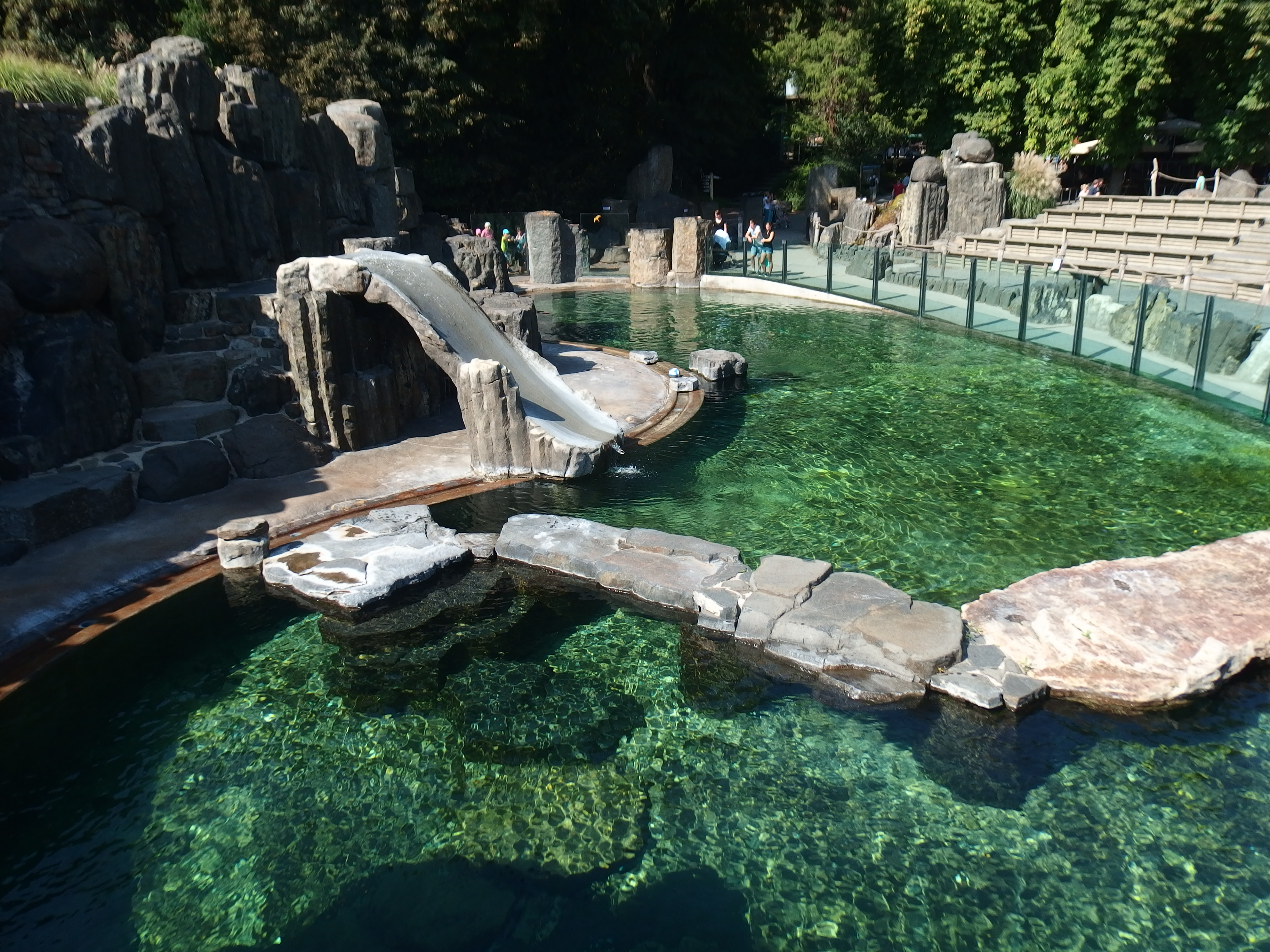
Expozice lachtanů